# Porto Alegre Futebol Clube
O Porto Alegre Futebol Clube, mais conhecido apenas como Porto Alegre, é um clube de futebol da cidade de Porto Alegre no Rio Grande do Sul. Suas cores eram o azul, o vermelho e branco, para ser a soma da dupla Gre-Nal. O clube se licenciou em 2012.

## História
Tudo começa em 10 de julho de 2003 quando é fundado no bairro Lami em Porto Alegre o Lami Futebol Clube. A Sede ficava na Estrada Pires de Castro, 11.600 – no Bairro Lami, na capital gaúcha. Seu Estádio é o Antônio Raúl Gonçalves Fraga. O Lami conseguiu o seu maior título conquistando a terceira divisão gaúcha de 2003.[carece de fontes?]
O Porto Alegre Futebol Clube foi fundado no dia 9 de janeiro de 2006 por Roberto de Assis Moreira, irmão de Ronaldinho Gaúcho. Com apenas três anos de história, o Porto Alegre foi campeão da Segunda Divisão do Gauchão e garantiu vaga na elite do Estadual na próxima temporada. Em 2010 o clube acabou na 14º colocação no campeonato gaúcho, mas no ano seguinte foi rebaixado na lanterna com 6 pontos e se encontra inativo em todos os ramos desde então. Seu estádio é atualmente utilizado pelo Monsoon.

## Títulos
| ESTADUAIS | ESTADUAIS                    | ESTADUAIS | ESTADUAIS  |
|           | Competição                   | Títulos   | Temporadas |
| --------- | ---------------------------- | --------- | ---------- |
|           | Campeonato Gáucho - Série A2 | 1         | 2009       |